# Bulbophyllum molossus
Bulbophyllum molossus är en orkidéart som beskrevs av Heinrich Gustav Reichenbach. Bulbophyllum molossus ingår i släktet Bulbophyllum och familjen orkidéer.
Artens utbredningsområde är Madagaskar. Inga underarter finns listade i Catalogue of Life.

## Bildgalleri

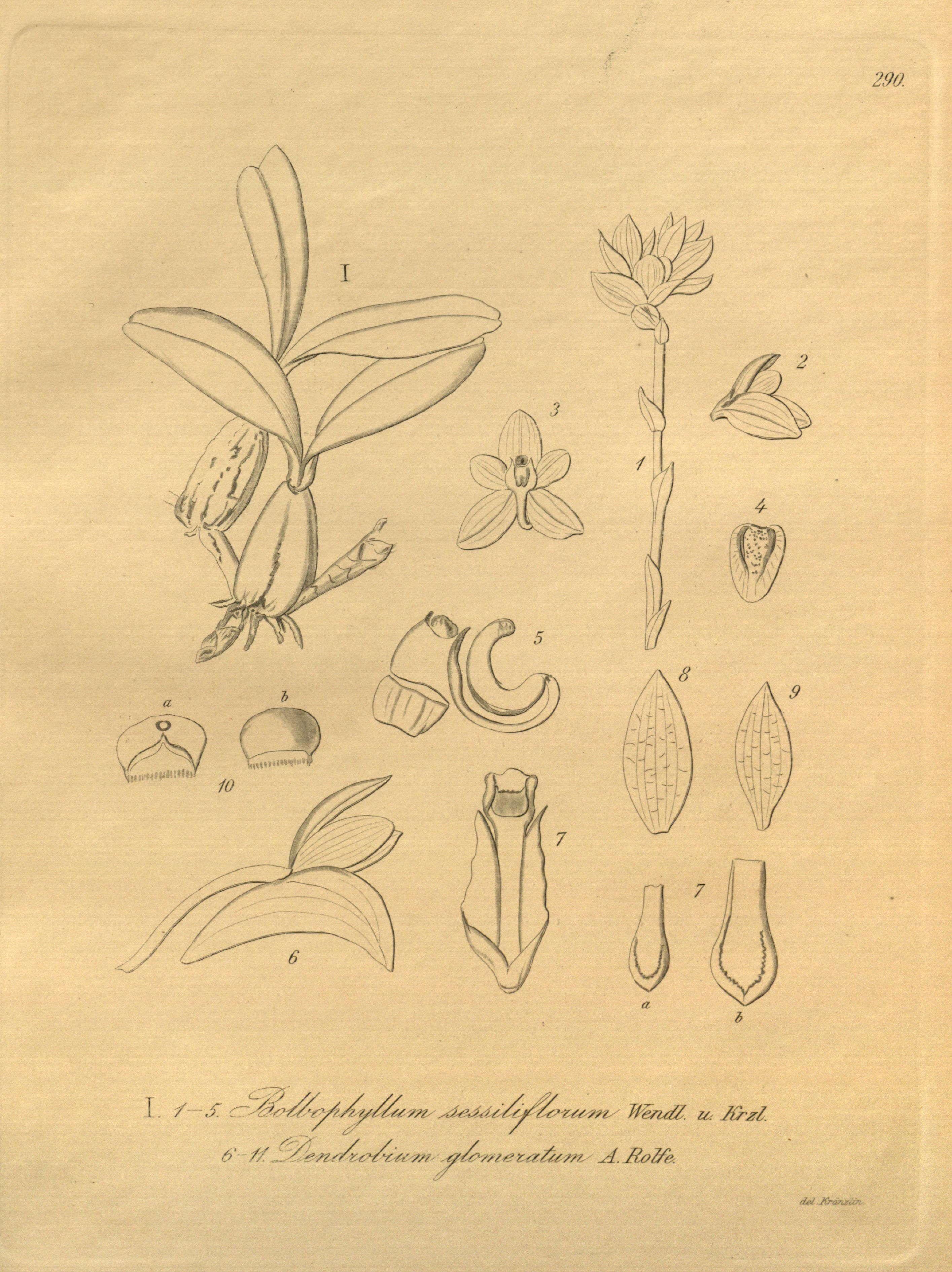